# Raión de Kalbayar
Kalbayar (en azerí: Kəlbəcər rayonu) es uno de los cincuenta y nueve rayones en los que subdivide políticamente la República de Azerbaiyán. La capital es la ciudad de Kalbayar.

## Historia

### Guerra en 1988-1994
Las fuerzas armadas armenias lanzaron una operación militar a gran escala el 27 de marzo de 1993, ocuparon Kalbayar el 2 de abril. Esa misma noche, avanzaron en dos direcciones hacia Kelbayar en un ataque que golpeó a las fuerzas azeríes.
El 30 de abril de este año, el Consejo de Seguridad de las Naciones Unidas aprobó la Resolución 822, afirmando que Alto Karabaj formaba parte de territorio de Azerbaiyán, debiendo las fuerzas armenias retirarse de Kalbayar.

### Guerra en 2020
Los enfrentamientos comenzaron la mañana del 27 de septiembre de 2020. En 2020 después de 44 días de intensos combates, el 10 de noviembre los líderes de Armenia, Azerbaiyán y Rusia firmaron una declaración para finalizar los enfrentamientos en la región del Alto Karabaj. Según la declaración Kalbayar debía ser devuelta a Azerbaiyán el 15 de noviembre, pero la parte armenia pidió 10 días más y el plazo fue ampliado hasta el 25 de noviembre. El 25 de noviembre el presidente azerbaiyano declaró que la región de Kalbayar se libera de la ocupación.

## Demografía
| Gráfica de evolución de Raión de Kalbayar entre 1939 y 2020 |
|                                                             |

## Economía
El raión de Kalbayar es productor de granos y hay, además, un sector dedicado a la ganadería.

## Enlaces
- Wikimedia Commons alberga una categoría multimedia sobre Raión de Kalbayar.
- Distrito Ejecutivo de Kelbajar en Wayback Machine  (archivado el 16 de junio de 2022).

- Datos: Q457513
- Multimedia: Kəlbəcər Rayon / Q457513